# 下邳之戰
下邳之戰，發生於東漢獻帝建安三年（198年至199年初），是三國時期一場戰爭。這場戰爭中呂布勢力覆亡，曹操取得呂布控制的徐州，並且能在官渡之戰以前消除呂布乘虛後襲的危機。

## 背景
興平二年（195年），曹操在多場戰事中擊敗上一年乘他東征徐州牧陶謙時奪兗州的呂布，呂布唯有領部眾投奔新任徐州牧劉備。但於次年，呂布乘劉備與袁術的戰爭相持不下，襲取徐州，並自領徐州牧，劉備反被逼投靠呂布，並被呂布指任為豫州刺史，對抗袁術。但不久呂布就因為劉備聚集的兵眾漸多而感到厭惡，竟領兵攻打劉備，劉備兵敗，唯有投靠曹操。曹操給他兵糧，屯駐小沛。
建安二年（197年），剛稱帝的袁術派韓胤將稱帝的事告訴呂布，並請呂布的女兒为儿媳，以吕布作為外援。呂布答允並送女兒隨韓胤回去。但此时陳珪不欲見呂布和袁術結盟，於是勸呂布不要和袁術交往，而應聯結曹操。呂布因心中仍怨恨初平三年（192年）遭李傕、郭汜大軍逼離長安而投靠袁術期間卻遭其排拒的往事，於是聽信陳珪並追還女兒，以及捕送韓胤到許昌，並梟首於市。同時，呂布獲任命為左將軍，並獲曹操親筆信慰撫；陳珪子陳登因而被呂布所派到朝廷謝恩和答覆曹操。但陳登見曹操則稱呂布勇而無謀，立場飄忽，應當早日除去。曹操亦同意，並讓陳登任廣陵太守，作為內應。同時佔據冀州等地的的袁紹在與曹操的書信中態度驕慢，預料兩股勢力之間很快就有一戰，郭嘉和荀彧在分析袁紹和曹操的十勝十敗時亦勸曹操先乘袁紹進攻公孫瓚的機會消滅呂布，以免一旦與袁紹開戰後，呂布與袁紹聯手夾攻曹操。曹操於是作好攻打呂布的準備。有人认为荆州的刘表、张绣会来袭击曹操，但荀攸准确预判出刘、张刚战败，不敢动。

## 經過

### 死守下邳

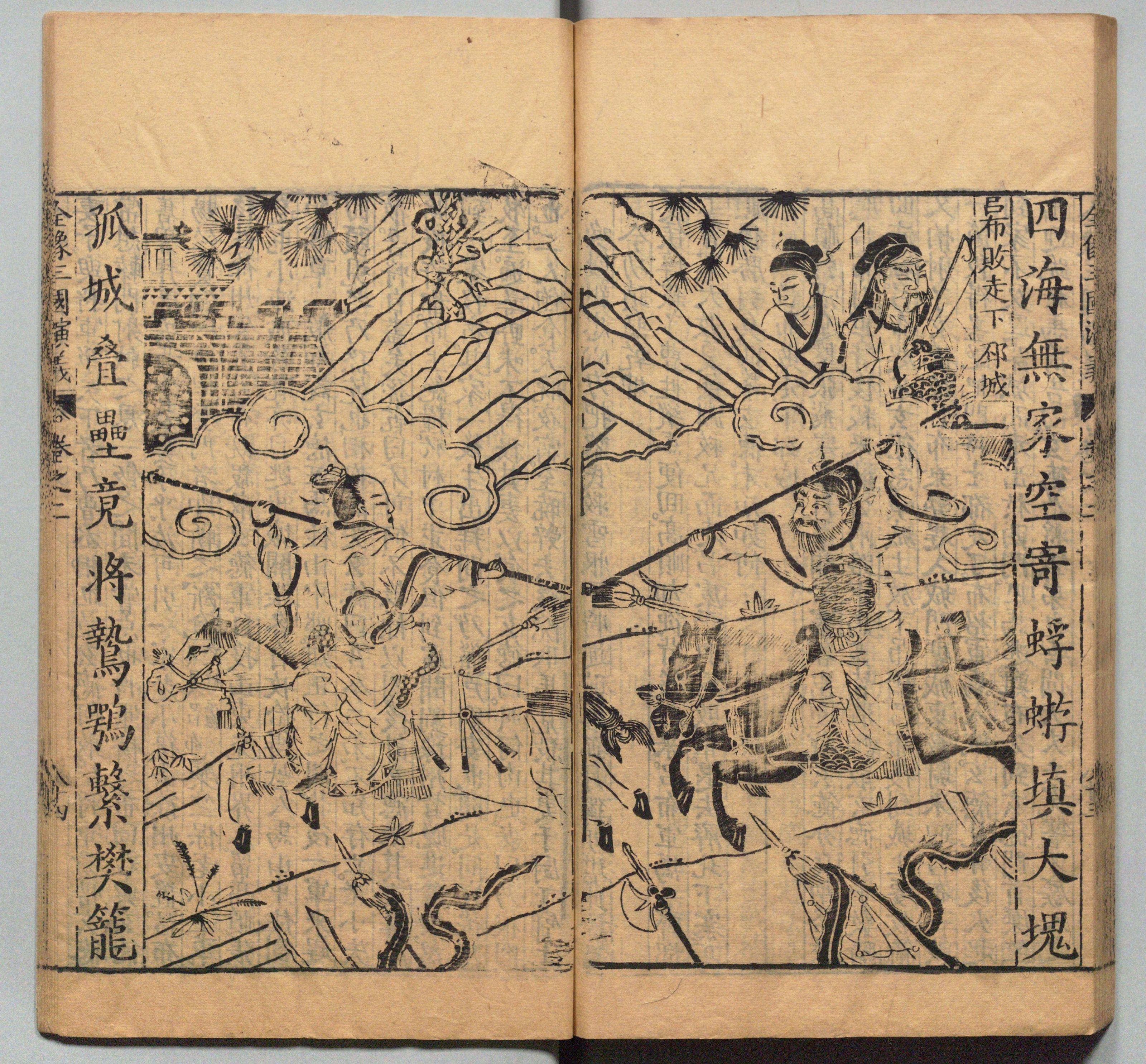
周曰校插图版《三国志通俗演义》中的吕布死守下邳

建安三年（198年），呂布再次與袁術修好，並派高順和張遼進攻劉備，曹操雖派夏侯惇援救但被擊敗，沛国最終於當年九月被攻破，劉備妻子被擄，單身逃走。曹操於是在此時正式東征呂布。刘备在梁国遇到曹操军，随其返回征讨吕布。曹操進逼彭城時，陳宮就勸呂布迎擊，以逸待勞。但呂布卻認為等曹軍過泗水才進攻。十月，曹操屠彭城，廣陵太守陳登率廣陵駐兵作為曹操先驅，先到下邳，及後呂布親自領兵對曹操作了多次進攻，但全部都大敗而還，呂布於是退保下邳城，不敢出擊。
曹操及後就寫信給呂布，陳述禍福，這令呂布畏懼，打算投降。但此時陳宮認為曹操遠征，不能打持久戰，勸呂布率步騎屯於城外，自己則和其他兵眾據守城內，互相支援，幾個月後曹操兵糧食盡後就可擊敗他。呂布亦同意，並打算讓陳宮和高順守城，但呂布妻子此時卻稱陳宮和高順不和，呂布出城後，二人若不能同心合力就出了問題。又認為曹操昔日厚待陳宮，但仍叛迎呂布，而今呂布對陳宮不如曹操，卻將城池委託給他，恐怕生變。呂布於是打消念頭，不跟隨陳宮的計謀。
呂布亦派屬官許汜和王楷向袁術求救，袁術起初因呂布將女兒追還不嫁為由拒絕，但許汜二人則稱呂布敗後，袁術失去援助，亦會失敗。袁術於是嚴兵聲援呂布。呂布亦怕袁術因嫁女一事而不肯援救，打算親自將女兒送出城，但與曹操軍相遇，不能通過。

### 引水灌城
曹操軍圍困下邳一段時間但仍未能攻破，士卒疲累，於是有撤退的意思。但荀攸和郭嘉認為呂布自開戰以來已經多次戰敗，作戰的銳氣已下降。認為應趁呂布未回復和陳宮的謀略未定，引兵急攻，這就可以攻破下邳。曹操於是引沂水和泗水的河水灌城。灌城一個多月後，呂布十分狼狽，於是向曹操軍要求解圍並投降。但陳宮堅決反對。

### 內叛投降
在這時候，呂布部將侯成請一人照顧他十五匹馬，但那人卻帶著馬逃走，打算歸降劉備。侯成於是自己追還，馬匹失而復得。眾將於是合資送禮祝賀侯成，侯成亦準備酒和肉慶祝，並在吃以前先送給呂布。但呂布大怒：“我下令禁酒但你卻造酒，你們想共飲共食勾結為同夥，一起密謀將我呂布殺了吧！”侯成是既忿恨又畏懼，於十二月就與宋憲和魏續等人捕捉陳宮和高順，率領部眾向曹操投降。呂布見此，領麾下登上白門樓，見曹軍圍困逼切，因而命令身邊部下取其首級送給曹操，但部下都不忍心，於是投降。

### 呂布被殺
呂布投降後被縛見曹操，呂布見曹操後便游說曹操讓他效命，他領騎兵而曹操領步兵，這樣天下將定。曹操聽後命人將縛繩解鬆一點。劉備勸說不可接納呂布，並以呂布曾效力丁原和董卓，但最終二人都被呂布所殺的事說明呂布不可信。主簿王必也认为应该杀吕布。曹操亦同意。曹操又見陳宮，陳宮將母親和妻兒都交託給曹操。陳宮和呂布及高順隨後都被縊殺，並傳首許昌。
曹操接著接納了呂布麾下的魯相張遼領眾歸降，又收降原本與呂布有聯繫的臧霸、孫觀、吳敦、尹禮和昌豨等當地勢力，並將青、徐二州沿海數郡交給他們管理，穩定徐州。

## 影響
呂布被殺後，曹操消滅了呂布的勢力，掌控了徐州，並免除了後顧之憂。雖然次年劉備在徐州叛變，但力量不如呂布，亦被曹操快速平定。解除了徐州的威脅，曹操能專心迎擊於建安五年（200年）發動官渡之戰進攻曹操的袁紹，是曹操於官渡之戰中以弱勝強的因素之一。

## 參戰人物
|  | - 曹操軍 - 曹操 - 荀攸 - 郭嘉 - 夏侯惇 - 樂進 - 于禁 - 徐晃 - 陳珪 - 陳登 - 劉備軍 - 劉備 - 關羽 - 張飛 | - 呂布軍 - 呂布（投降，後被殺） - 陳宮（被擒，後被殺） - 高順（被擒，後被殺） - 侯成（投降） - 宋憲（投降） - 魏續（投降） - 張遼（投降） - 成廉（被俘） - 趙庶（投降） - 李鄒（投降） - 泰山賊 - 臧霸（投降） - 吳敦（投降） - 尹禮（投降） - 孫觀（投降） - 孫康（投降） |

## 演義
《三國演義》中描述曹操苦戰擒斬呂布（共4回），分別為〈第十六回 呂奉先射戟轅門 曹孟德敗師淯水〉、〈第十七回 袁公路大起七軍 曹孟德會合三將〉、〈第十八回 賈文和料敵決勝 夏侯惇拔矢啖睛〉、〈第十九回 下邳城曹操鏖兵 白門樓呂布殞命〉。

## 時下引用
此戰在光榮遊戲真·三國無雙3中開始為可玩關卡。